# Hughes OH-6 Cayuse
Lo Hughes OH-6 Cayuse (soprannominato Loach, un pesce simile alla carpa, dal suono in inglese della sigla LOH Light Observation Helicopter - elicottero leggero da osservazione) è un elicottero militare leggero monomotore con rotore a quattro pale impiegato per il trasporto di personale, scorta, missioni di attacco ed osservazione. La Hughes derivò dal Model 369 militare una versione civile denominata Hughes Model 500, attualmente prodotta dalla MD Helicopters.

## Storia del progetto
L'OH-6 Cayuse venne realizzato in risposta ad un requisito dell'U.S. Army per un elicottero di osservazione leggero. Nel 1960, l'esercito americano emise la Technical Specification 153 per un elicottero leggero da osservazione (LOH - light observation helicopter) in grado di soddisfare vari ruoli: trasporto di personale, scorta e missioni di attacco, eliambulanza e osservazione. Dodici società presero parte nella competizione e la Hughes Tool Company's Aircraft Division sottopose il Model 369. La commissione dell'Esercito e Marina Militare statunitensi selezionò come finalisti i due progetti sottoposti da Fairchild-Hiller e Bell, ma l'esercito incluse in seguito anche l'elicottero della Hughes.
L'elicottero, il cui prototipo era il Model 369, derivava dal modello Hughes 269/300. Secondo AirVectors, il design e la costruzione dell'OH-6A incorporavano elementi del modello 269/300, come le tecniche di costruzione con tubi di acciaio monoscocca, ma era anche significativamente più grande e aveva una fusoliera vera e propria, anziché una semplice cabina di pilotaggio a bolla e un telaio aperto.
Sebbene avesse una chiara relazione evolutiva con il modello 269/300, presentava poche o nessuna parte in comune, portandolo ad essere classificato appunto come Model 369. Era più grande e aveva una fusoliera vera e propria, a differenza del telaio aperto del modello 269/300. Costruzione monoscocca in tubi di acciaio: utilizzava tecniche di costruzione con tubi di acciaio monoscocca, utilizzate anche nel modello 269/300, che consentivano di realizzare una fusoliera robusta e compatta. Testa del rotore semplificata: Secondo Huey Flight Experience, la testa del rotore semplificata, che incorporava quattro pale del rotore a corda costante realizzate in lega leggera legata, era un elemento di progettazione ripreso dal modello 269/300., ed incorporato nel 369.
Il primo prototipo del Model 369 volò per la prima volta il 27 febbraio 1963. Originariamente designato come YHO-6A secondo il sistema di designazione dell'esercito, venne rinominato YOH-6A nel 1962 quando il Dipartimento della Difesa stabilì un nuovo sistema di designazione per i velivoli. Furono costruiti cinque prototipi, equipaggiati con una turbina Allison T63-A-5A da 252 shp e consegnati all'Esercito Americano a Camp Rucker, Alabama per competere contro gli altri dieci prototipi sottoposti dalla Bell e Fairchild-Hiller. Durante il corso della competizione, la proposta della Bell, lo YOH-4, fu eliminato come conseguenza del sottodimensionamento del motore, un T63-A-5 da 250 shp. Rimasero in lizza per il contratto LOH la Fairchild-Hiller e la Hughes. La Hughes vinse la gara e l'Esercito sottoscrisse un contratto per l'avvio della produzione nel maggio 1965, con un ordine iniziale per 714 esemplari, aumentato più tardi a 1300 con una opzione per altri 114. Il ritmo di produzione mensile giunse a 70 elicotteri nel primo mese. Ma la Bell non rimase ad osservare il successo della rivale e mise mano al suo migliore elicottero leggero, il Bell 206, che aveva perso contro l'Hughes. Convinta che potesse risultare un velivolo di successo, venne perfezionato nel modello 206A e a quel punto si ritenne di avere la carta vincente per riaprire il concorso prima che venissero consegnati tutti gli elicotteri. Se la Bell migliorò la propria posizione, la Hughes peggiorò a sua volta, perché ad un certo punto, alla metà degli anni '60, non riuscì a contenere i prezzi di produzione ai livelli pattuiti, dando almeno parziale ragione ai contestatori della sua vittoria.
Accadde così che la gara per l'elicottero leggero da osservazione venisse riaperta nel 1967, e il marzo dell'anno dopo portò un verdetto clamoroso, con la vittoria della Bell. Questo fece sì che ai 1400 OH-6 Cayuse seguissero ben 2200 elicotteri OH-58 Kiowa (versione militare del Bell 206), consegnati tutti entro il 1973, tanto che nel decennio successivo sono riusciti a rimpiazzare quasi totalmente i loro concorrenti, a metà anni '80 ridotti a circa 400 e tolti dall'organico dei battaglioni elicotteri assegnati alle Divisioni dell'US Army. Da questo concorso, con i suoi colpi di scena e i suoi 2 vincitori, è nato in sostanza il mondo degli elicotteri leggeri moderni.

## Versioni

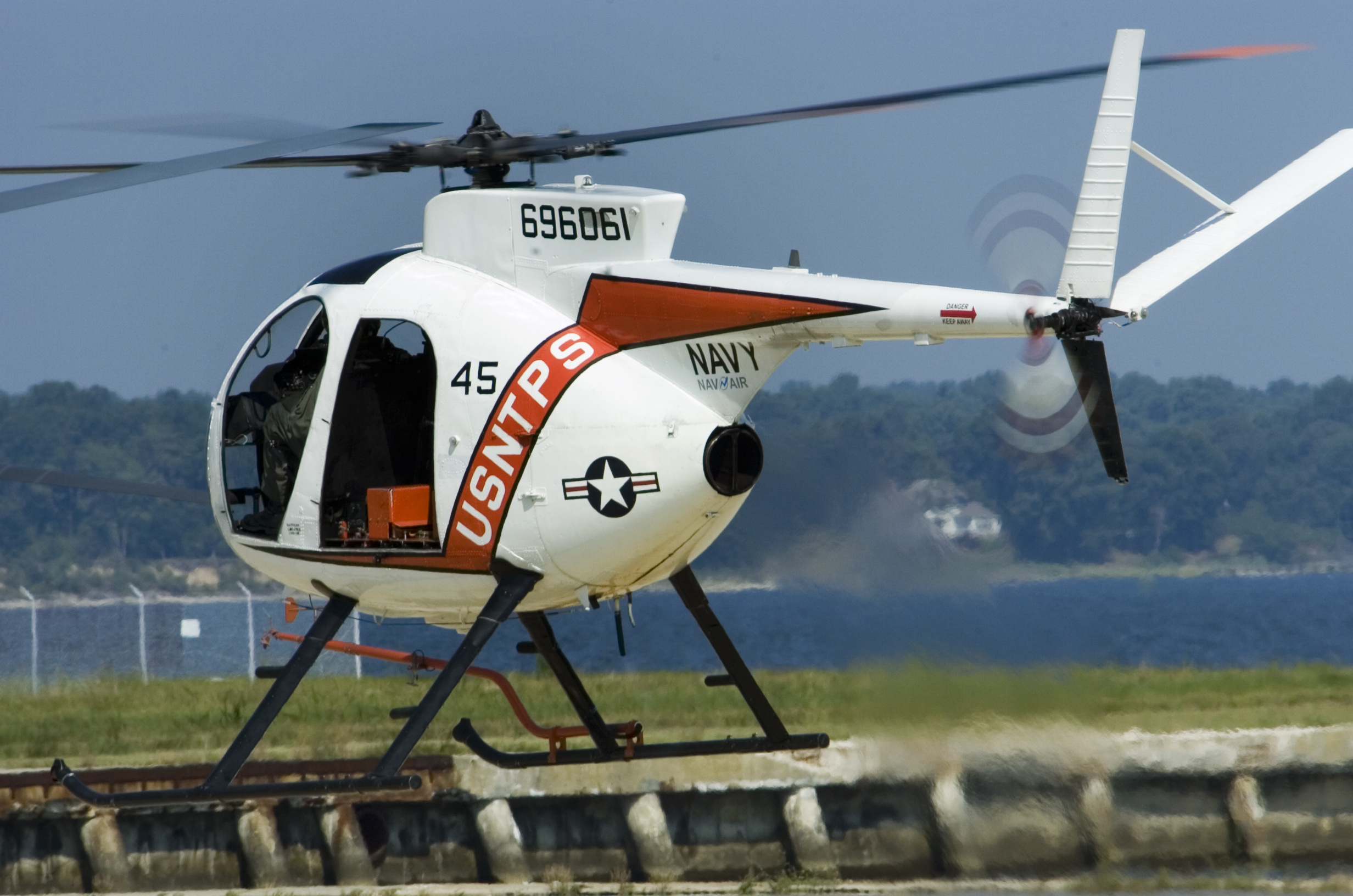
TH-6B Cayuse decolla per un volo addestrativo da NAS Patuxent River, Md.

YOH-6A
Model 369 YHO-6 poi YOH-6A: 5 esemplari di preserie, destinati a prove di valutazione per l'US Army, primo volo il 27 febbraio 1963
OH-6A
LOH - Light Observation Helicopter, equipaggiato con una turbina Allison T63-A5A da 263kW (317-shp).
OH-6A NOTAR
Versione sperimentale.
OH-6B
Versione riprogettata e motorizzata con una turbina Allison T63-A-720 da 298 kW (420 shp).
OH-6C
Versione proposta, motorizzata con una turbina Allison 25-C20 da 313,32 kW (400 shp) con rotore a cinque pale.
OH-6J
Elicottero da osservazione leggero per il JGSDF. Costruito dalla Kawasaki Heavy Industries sotto licenza in Giappone. Basato sull'OH-6A Cayuse.
OH-6D
Osservazione leggera e esplorazione per il JGSDF. Costruito dalla Kawasaki Heavy Industries sotto licenza in Giappone. Basato sullo Hughes 500D.
EH-6B
Versione posto di comando per le Forze speciali e guerra elettronica.
MH-6B
Versione per le Forze speciali.
TH-6B
Versione derivata per la U.S.Navy dell'MD-369H. Sei McDonnell Douglas TH-6B aereo di Conversione-in-luogo-di-approvvigionamento di TH-6B è usato come una parte integrante degli Stati Uniti Prova Navale il pilota di prova di Pilota Scuola che addestra programma di studi. L'aereo e l'associata strumentazione e avionica vennero usati per l'istruzione in volo e come dimostratore delle caratteristiche di volo, prestazioni e per le prove in volo dei sistemi di missione.
AH-6C
OH-6A armato e modificato per operare come velivolo di attacco leggero per il 160th SOAR(A).
MH-6C
Versione per le Forze speciali.
Per le altre varianti AH-6 e MH-6, vedere Hughes MH-6 Little Bird.

## Utilizzatori

### Governativi
Costa Rica
- Servicio de Vigilancia Aérea - Fuerza Pública

3 MD-500E consegnati, 1 in servizio al febbraio 2019.
 Italia
- Corpo Forestale dello Stato

12 tra NH 500C e NH 500D consegnati, di cui 10 NH 500D sono stati consegnati ai Carabinieri dopo l'assorbimento di parte di uomini e mezzi del Corpo Forestale dello Stato.
- Servizio aereo della Guardia di Finanza

53 tra NH-500MC e NH-500MD ricevuti a partire dal 1973, 25 in servizio al settembre 2018.
 Stati Uniti
- United States Department of State

4 MD-530 in servizio al marzo 2019.
 Ungheria
- Polizia ungherese

6 MD500E usati, acquistati nel 1989 dalla inglese Multiflight Aviation Services, 4 in servizio al maggio 2019.

### Militari

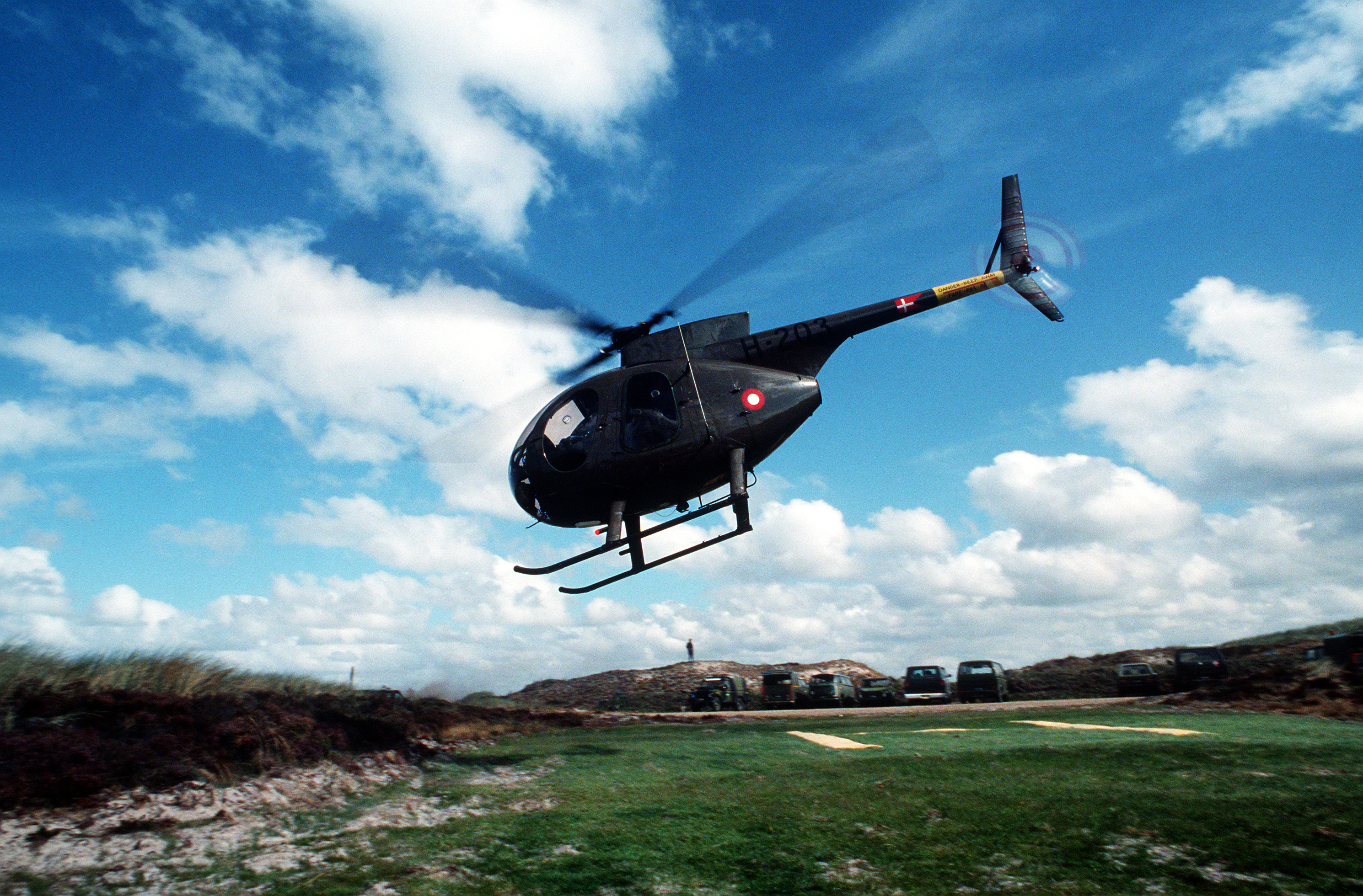
OH-6 Cayuse Danese

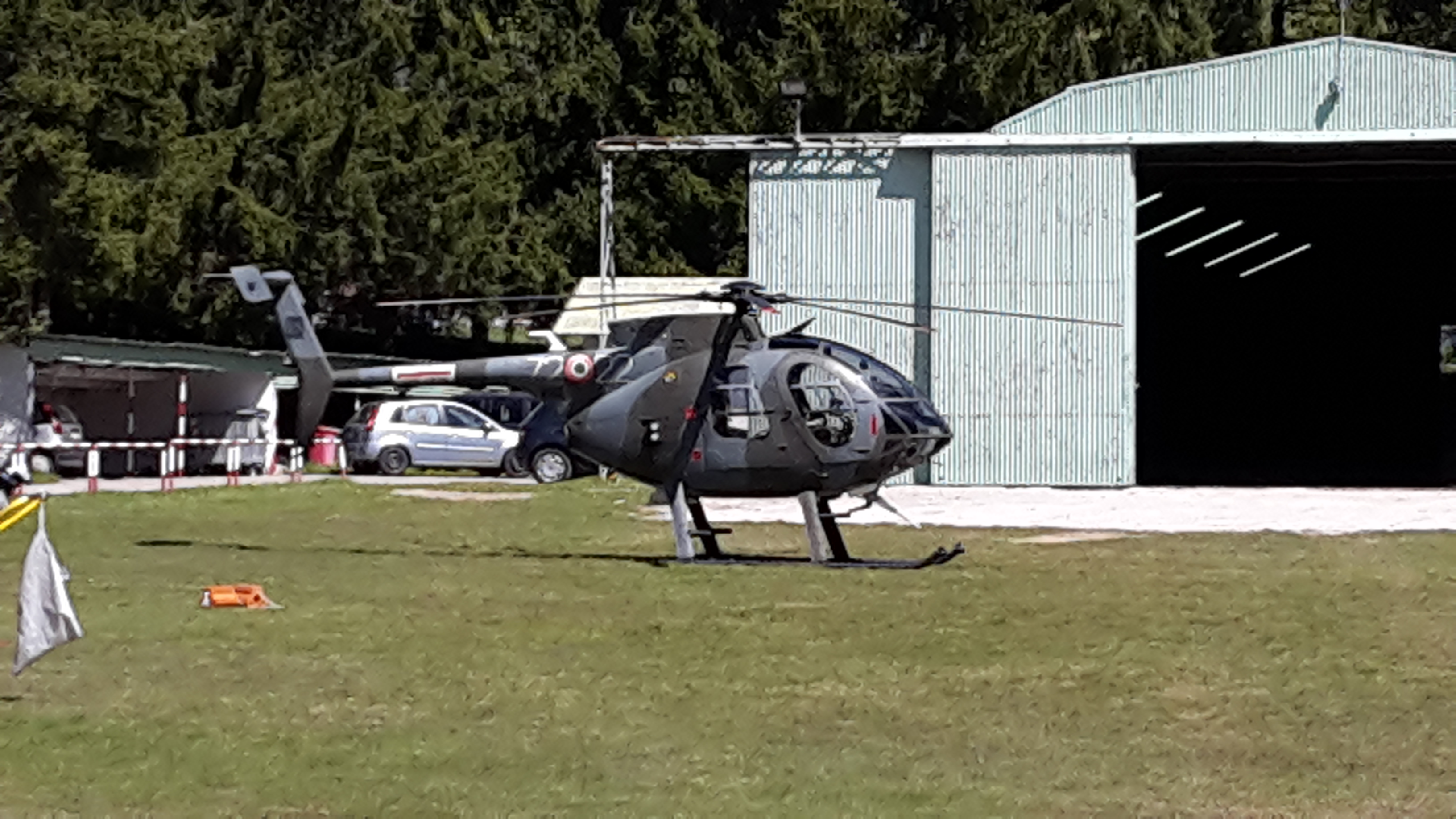
NH-500 dell'Aeronautica Militare presso l'aeroporto di Dobbiaco

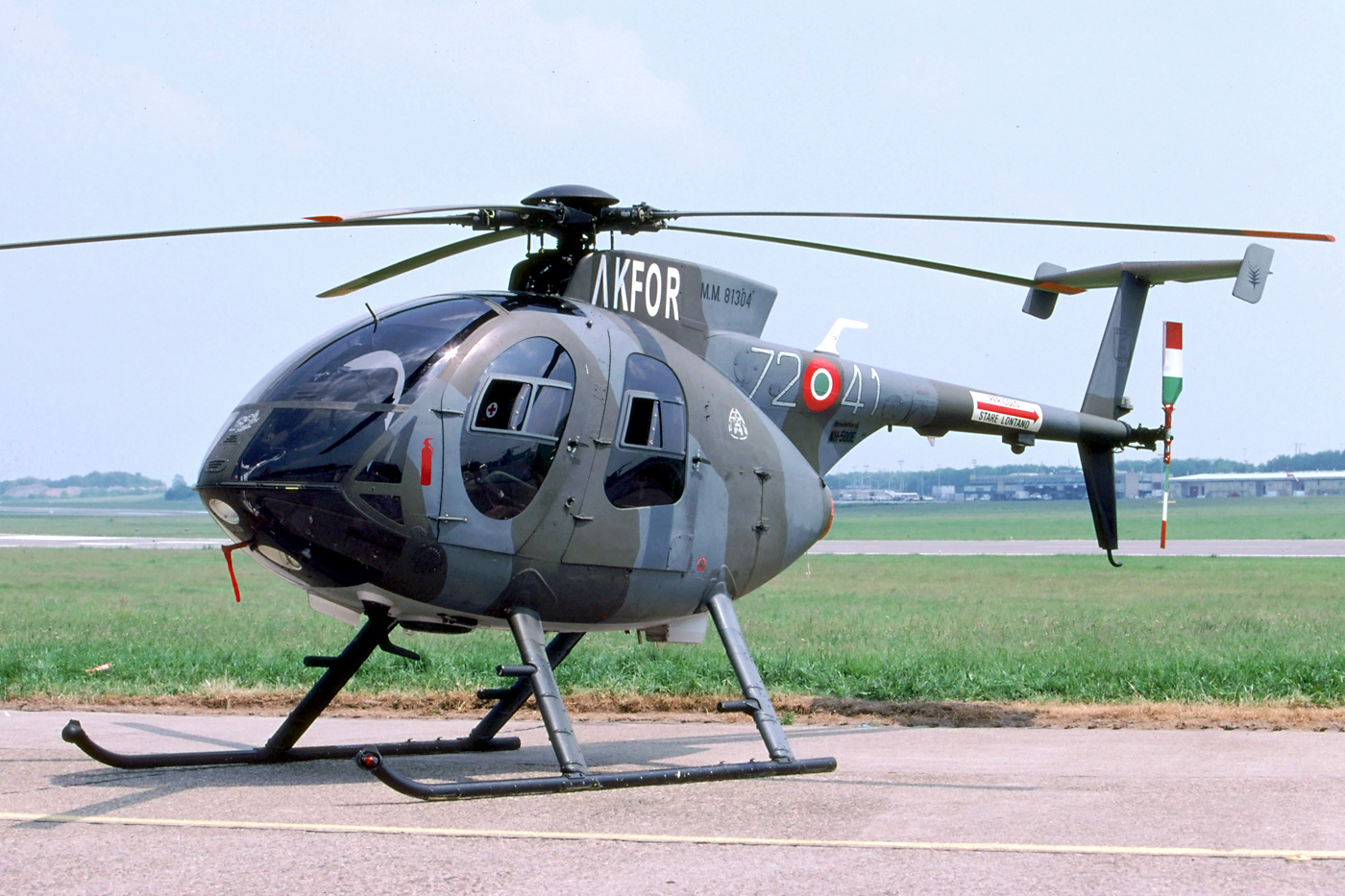
NH-500 dell'Aeronautica Militare

Afghanistan
- De Afghan Hauai Quvah

Al novembre 2019, con la consegna (il 24 dello stesso mese) dell'ultimo esemplare del secondo lotto, risultano consegnati tutti i 60 esemplari ordinati in due lotti di 30 elicotteri ciascuno (il primo tra il 2011 ed il 2016). Tenendo conto delle perdite, alla stessa data, dovrebbero essere 55 gli esemplari in servizio. Ulteriori 12 esemplari sono stati ordinati il 27 novembre 2019 (due giorni dopo la consegna degli ultimi 5 del secondo batch di 30 esemplari), portando così l'ordine totale a 72 esemplari.
 Argentina
- Fuerza Aérea Argentina

30 MD500D ricevuti a partire dal 1968. 9 in servizio al gennaio 2023.
 Azerbaigian
- Azərbaycan hərbi hava qüvvələri

1 MD 530 consegnato a marzo 2018 ed in servizio al giugno 2020.
 Bahrein
 Bolivia
 Cile
 Colombia
- Fuerza Aérea Colombiana

4 369HM e 4 tra MD 530FF e MD 500E in servizio al luglio 2018.
- Policía Nacional de Colombia

 Corea del Nord
- Chosŏn Inmin Kun Konggun

Degli 87 tra MD-500D e MD-500E consegnati aggirando l'embargo, ne restano in servizio circa 60 esemplari al novembre 2018.
 Corea del Sud
- Daehan Minguk Gonggun

25 MD 530 consegnati e tutti in servizio al dicembre 2018.
 Danimarca
 Rep. Dominicana
 Ecuador
 El Salvador
- Fuerza Aérea Salvadoreña

4 MD500E consegnati nel 2012, uno dei quali è stato perso in Mali durante una missione Mali nel 2019. Ulteriori 12 MD530F donati dagli USA a settembre 2021. Il deterioramento delle relazioni USA-El Salvador, ha portato alla riduzione della quantità a soli quattro esemplari, tutti consegnati a gennaio 2022.
 Filippine
- Hukbong Himpapawid ng Pilipinas

vedi MD Helicopters MD 520
 Finlandia
 Giappone
- Rikujō Jieitai

193 OH-6D in servizio dal 1979 al 2020, e 117 OH-6J in servizio dal 1969 al 1994.
- Kaijō Jieitai

5 OH-6DA in servizio dal 1999-2015, 14 OH-6D Cayuse in servizio dal 1982 al 2008 e 3 OH-6J in servizio dal 1973 al 1995.
 Giordania
- Al-Quwwat al-Jawwiyya al-malikiyya al-Urdunniyya

6 MD530F consegnati.
vedi anche Boeing AH-6
 Guinea
- Force Aérienne de Guinée

2 MD 500MD consegnati, tutti in servizio al maggio 2021.
 Haiti
 Honduras
 Indonesia
 Iraq
 Israele
 Italia
- Aeronautica Militare

50 NH-500E consegnati a partire dal 1990. 31 in servizio al luglio 2020. Utilizzato per la fase intermedia del brevetto di pilota militare per la linea elicotteri dell'aeronautica militare e per il conseguimento del brevetto di pilota di elicottero per altre forze armate e corpi dello stato.
- Servizio aereo carabinieri

10 NH 500D sono stati consegnati dopo l'assorbimento di parte di uomini e mezzi del Corpo Forestale dello Stato che, originariamente, ricevette 12 tra NH 500C e NH 500D.
 Kenya
- Kenya Army

40 consegnati tra il 1980 ed il 1985 suddivisi in 25 ME 500D/E utility e da osservazione, 15 ME 500MD TOW da attacco, questi ultimi consegnati assieme a 2.100 missili controcanto BGM-71 TOW. All'ottobre 2017, risultano in carico 17 utiliity, 8 da ricognizione e 11 da attacco. Ulteriori 6 MD-530F sono stati ordinati che saranno consegnati nel 2019.
 Lettonia
- Latvijas Gaisa spēki

4 MD 530F ordinati il 28 settembre 2023, con consegne previste per il 2027.
 Libano
- Al-Quwwat al-Jawwiyya al-Lubnaniyya

6 MD 530F ordinati ad ottobre 2018, consegnati il 6 ottobre 2021. Gli elicotteri saranno dotati di un display LCD 6x9 pollici della Genesys, un sistema di missione più evoluto e performante, che proietta i dati sui displays ai lati del cockpit, il casco integrato Thales SCORPION, una torretta MX-10 elettro-ottica della L3 Wescam, più un sistema multicanale di comunicazione con criptografia avanzata.
 Malaysia
- Tentera Darat Malaysia

6 MD 530G ordinati nel 2016. In una dichiarazione del 1º novembre 2019, il MoD malese ha affermato che il governo ha riesaminato l'idoneità degli elicotteri mentre venivano costruiti da MDHI e "ha appurato che è necessario apportare modifiche agli elicotteri per soddisfare i requisiti dell'esercito". A febbraio 2019 lo stato maggiore dell'esercito malese ha confermato che gli elicotteri saranno consegnati entro la fine dello stesso anno.
 Mauritania
 Messico
- Fuerza Aérea Mexicana

14 MD530F in servizio all'aprile 2019.
- Armada de México

3 MD500 in servizio all'aprile 2019.
 Marocco
 Nicaragua
 Nigeria
- Nigerian Army

12 MD 530F Cayuse Warrior Plus selezionati il 7 marzo 2023 e ordinati il 28 settembre 2023.
 Spagna
- Flotilla de Aeronaves

5 Hughes 369HM ricevuti nel 1972, più ulteriori 9 ricevuti fino al 1977, per un totale di 14 esemplari. Gli ultimi esemplari sono stati ritirati dal servizio il 13 giugno 2023.
 Stati Uniti
- United States Army

vedi anche Hughes MH-6 Little Bird e Boeing AH-6
- United States Navy
- Blackwater USA

 Taiwan
- Republic of China Navy

12 MD 500 sono stati acquistati nel 1977, dotati di skid rialzati per ospitare due siluri Mk 44 o Mk 46 ed equipaggiati con radar di ricerca Bendix RDR-1300 e rilevatori di anomalie magnetiche rimorchiati ASQ-81C (V) 2 (MAD). Al giugno 2018 sono 9 gli esemplari in servizio in quanto sono stati persi tre elicotteri.
- Republic of China Marine Corps: OH-6 Cayuse

 Thailandia
- Kongthap Bok Thai

vedi Boeing AH-6